# Danzig-gylden
Gylden (tysk: Gulden) var en valuta, som blev benyttet i Fristaden Danzig i årene fra 1923 til 1939. Den var inddelt i 100 Pfennig.

## Historie
Indtil 1923 brugte Danzig tyske papiermark og udstedte flere lokale nødsedler. Inflationen i 1922–23 var i gennemsnit omkring 2.440 % om måneden. I juli 1923 blev det annonceret, at en ny og uafhængig valuta (gylden) ville blive indført med Folkeforbundets finanskomites godkendelse til erstatning for de hidtidige tyske mark. Gylden blev introduceret med en værdi på 25 gylden for 1 britisk pund.
Danzig blev annekteret af Nazi-Tyskland 1. september 1939 ved starten af felttoget i Polen i 1939. Samme dag blev reichsmark-mønter og -sedler erklæret for gyldige betalingsmidler sammen med Danzig-gylden med 1 gylden lig med 0,70 reichsmark. Det var en god kurs for indbyggerne i Danzig da den aktuelle kurs var omkring 0,47 reichsmark per gylden. For at forhindre misbrug blev import af gylden-mønter og sedler til den tidligere fristad forbudt 7. september. Bankindeståender blev konverteret efter markedskursen på 0,47 reichsmark per gylden.
Med virkning fra 7. september 1939 blev 1- og 2-pfennig-mønter gyldige i hele Nazi-Tyskland som 1- og 2-reichspfennige, og de forblev i cirkulation indtil november 1940. Den 30. september blev reichsmark den eneste gyldige valuta i den forhenværende fristad. Sedler samt 5- og 10-gylden-mønter blev trukket tilbage den dag og kunne veksles til reichsmark indtil 15. oktober. 5- og 10 pfennig-mønter, samt 1⁄2 og 1-gylden forblev i cirkulation indtil 25. juni 1940, og kunne veksles indtil 25. juli.

## Mønter
Den første serie mønter blev udstedt i 1923, efterfulgt af en ny serie i 1932. Mønter blev udstedt med værdierne 1, 2, 5 og 10 pfennig og 1⁄2, 1, 2, 5, 10 og 25 gylden.
25-gylden-mønter var en guldmønt. Den blev præget i et meget lille antal i 1923 (1.000) og 1930 (4.000), og de er meget værdifulde for samlere i dag. 1930-udgaven var praktisk taget uopdrivelig indtil et antal kom frem i 1990'erne, tilsyneladende frigivet fra et russisk skatkammer hvor de havde været gemt siden de var blevet beslaglagt i slutningen af anden verdenskrig.
| Førte serie (1923) | Førte serie (1923) | Førte serie (1923) | Førte serie (1923) | Førte serie (1923)   | Førte serie (1923) | Førte serie (1923)                       | Førte serie (1923)      | Førte serie (1923) | Førte serie (1923) | Førte serie (1923) | Førte serie (1923) | Førte serie (1923) |
| Billede            | Værdi              | Tekniske parametre | Tekniske parametre | Tekniske parametre   | Beskrivelse        | Beskrivelse                              | Beskrivelse             | Beskrivelse        | Dato for           | Dato for           | Dato for           | Dato for           |
| Billede            | Værdi              | Diameter           | Vægt               | Sammensætning        | Kant               | Obverse                                  | Reverse                 | antal mønter       | mønting            | indført            | trukket tilbage    | ugyldige           |
| ------------------ | ------------------ | ------------------ | ------------------ | -------------------- | ------------------ | ---------------------------------------- | ----------------------- | ------------------ | ------------------ | ------------------ | ------------------ | ------------------ |
|                    | 1 pfennig          | 17 mm              | 1.67 g             | 95% Cu, 4% Sn, 1% Zn | Jævn               | Værdi, "Danzig"                          | År, Danzigs våben       | 11.500.000         | 1923–1937          | 18. december 1923  | 1. november 1940   | 30 November 1940   |
|                    | 2 pfennige         | 19.5 mm            | 2.5 g              | 95% Cu, 4% Sn, 1% Zn | Jævn               | Værdi, "Danzig"                          | År, Danzigs våben       | 3.250.000          | 1923–1937          | 18. december 1923  | 1. november 1940   | 30 November 1940   |
|                    | 5 pfennige         | 17.5 mm            | 2.0 g              | 75% Cu, 25% Ni       | Jævn               | Værdi, "Danzig"                          | År, Danzigs våben       | 4.000.000          | 1923, 1928         | 18. december 1923  | 1. oktober 1932    | ?                  |
|                    | 10 pfennige        | 21.5 mm            | 4.0 g              | 75% Cu, 25% Ni       | Jævn               | Værdi, "Freie Stadt Danzig"              | År, Danzigs våben       | 5.000.000          | 1923               | 18. december 1923  | 1. oktober 1932    | ?                  |
|                    | 1⁄2 gylden         | 19.5 mm            | 2.5 g              | 75% Ag, 25% Cu       | ?                  | Værdi, "Freie Stadt Danzig", våben       | kogge                   | 1.400.000          | 1923, 1927         | 18. december 1923  | 1. april 1932      | ?                  |
|                    | 1 gylden           | 23.5 mm            | 5.0 g              | 75% Ag, 25% Cu       | ?                  | Værdi, "Freie Stadt Danzig", kogge       | Våben holdt af to løver | 3.500.500          | 1923               | 18. december 1923  | 1. april 1932      | ?                  |
|                    | 2 gylden           | 26.5 mm            | 10.0 g             | 75% Ag, 25% Cu       | ?                  | Værdi, "Freie Stadt Danzig", kogge       | Våben holdt af to løver | 1.250.000          | 1923               | 18. december 1923  | 1. april 1932      | ?                  |
|                    | 5 gylden           | 35.0 mm            | 25.0 g             | 75% Ag, 25% Cu       | ?                  | Værdi, "Freie Stadt Danzig", Mariekirken | Våben holdt af to løver | 860.500            | 1923, 1927         | 18. december 1923  | 1. april 1932      | ?                  |

## Sedler
De første Danzig-gylden-sedler er udstedt af Danzigs finansministerium og er dateret 22. oktober 1923 med en anden udgave 1. november 1923. Værdier for begge serier er 1, 2, 5, 10, 25 og 50-pfennig-sedler, og 1, 2 og 5 gylden. Dertil indeholdt første serie 10 og 25-gylden-sedler, og den anden serie indeholdt 50 og 100-gylden-sedler. Centralbanken Bank von Danzig fik tilført £300,000 i startkapital 5. februar 1924 og åbnede officielt 17. marts 1924. Bank von Danzig udstedte fire serier af gylden (1924, 1928-30, 1931-32 og 1937-38) med første udstedelsedato 10. februar 1924.
| Udstedt af                | Serie             | Værdi        | Billede                                                | Motiv                                               |
| ------------------------- | ----------------- | ------------ | ------------------------------------------------------ | --------------------------------------------------- |
| Danzigs finansministerium | 1923 første serie | 1 pfennig    | DAN-32-Danzig Central Finance-1 Pfennige (1923).jpg    |                                                     |
| Danzigs finansministerium | 1923 første serie | 2 pfennige   | DAN-33-Danzig Central Finance-2 Pfennige (1923).jpg    |                                                     |
| Danzigs finansministerium | 1923 første serie | 5 pfennige   | DAN-34-Danzig Central Finance-5 Pfennige (1923) 2.jpg  |                                                     |
| Danzigs finansministerium | 1923 første serie | 10 pfennige  | DAN-35-Danzig Central Finance-10 Pfennige (1923) 2.jpg |                                                     |
| Danzigs finansministerium | 1923 første serie | 25 pfennige  |                                                        |                                                     |
| Danzigs finansministerium | 1923 første serie | 50 pfennige  | DAN-37-Danzig Central Finance-50 Pfennige (1923) 2.jpg |                                                     |
| Danzigs finansministerium | 1923 første serie | 1 gylden     |                                                        |                                                     |
| Danzigs finansministerium | 1923 første serie | 2 gylden     |                                                        |                                                     |
| Danzigs finansministerium | 1923 første serie | 5 gylden     |                                                        |                                                     |
| Danzigs finansministerium | 1923 første serie | 10 gylden    |                                                        |                                                     |
| Danzigs finansministerium | 1923 første serie | 25 gylden    |                                                        |                                                     |
| Danzigs finansministerium | 1923 anden serie  | 1 pfennig    |                                                        |                                                     |
| Danzigs finansministerium | 1923 anden serie  | 2 pfennige   |                                                        |                                                     |
| Danzigs finansministerium | 1923 anden serie  | 5 pfennige   | DAN-44-Danzig Central Finance-5 Pfennige (1923).jpg    |                                                     |
| Danzigs finansministerium | 1923 anden serie  | 10 pfennige  |                                                        |                                                     |
| Danzigs finansministerium | 1923 anden serie  | 25 pfennige  | DAN-46-Danzig Central Finance-25 Pfennige (1923).jpg   |                                                     |
| Danzigs finansministerium | 1923 anden serie  | 50 pfennige  |                                                        |                                                     |
| Danzigs finansministerium | 1923 anden serie  | 1 gylden     |                                                        |                                                     |
| Danzigs finansministerium | 1923 anden serie  | 2 gylden     |                                                        |                                                     |
| Danzigs finansministerium | 1923 anden serie  | 5 gylden     |                                                        |                                                     |
| Danzigs finansministerium | 1923 anden serie  | 50 gylden    |                                                        |                                                     |
| Danzigs finansministerium | 1923 anden serie  | 100 gylden   |                                                        |                                                     |
| Bank von Danzig           | 1924              | 10 gylden    |                                                        |                                                     |
| Bank von Danzig           | 1924              | 25 gylden    |                                                        |                                                     |
| Bank von Danzig           | 1924              | 100 gylden   |                                                        |                                                     |
| Bank von Danzig           | 1924              | 500 gylden   | DAN-56-Bank von Danzig-500 Gulden (1924).jpg           | Tøjhus                                              |
| Bank von Danzig           | 1924              | 1.000 gylden | DAN-57-Bank von Danzig-1,000 Gulden (1924).jpg         | Rådhus                                              |
| Bank von Danzig           | 1928–30           | 10 gylden    | DAN-58-Bank von Danzig-10 Gulden (1930).jpg            | Artushof                                            |
| Bank von Danzig           | 1928–30           | 25 gylden    | DAN-59-Bank von Danzig-25 Gulden (1928).jpg            |                                                     |
| Bank von Danzig           | 1931–32           | 20 gylden    | DAN-60-Bank von Danzig-20 Gulden (1932).jpg            | Stockturm, tårn ved Den Gyldne Port (Gdańsk) Neptun |
| Bank von Danzig           | 1931–32           | 25 gylden    | DAN-61-Bank von Danzig-25 Gulden (1931).jpg            | Mariekirken                                         |
| Bank von Danzig           | 1931–32           | 100 gylden   | DAN-62-Bank von Danzig-100 Gulden (1931, specimen).jpg | Dok ved Motława                                     |
| Bank von Danzig           | 1937–38           | 20 gylden    | DAN-63-Bank von Danzig-20 Gulden (1937).jpg            |                                                     |
| Bank von Danzig           | 1937–38           | 50 gylden    | DAN-65-Bank von Danzig-50 Gulden (1937).jpg            | Vorlaubenhaus                                       |